# Ламмермур-Хилс
Ламмермур (англ. Lammermuir; гэльск. An Lomair Mòr) — гряда холмов в юго-восточной Шотландии, образующая естественную южную границу области Восточный Лотиан, отделяющую её от Скоттиш-Бордерс.
Холмы Ламмермур не высоки, самая высокая точка — гора Мейкл-Сэйс-Ло, достигает лишь 535 м. Однако достаточно крутые склоны Ламмермура и недостаток естественных перевалов сильно затрудняет сообщение между Эдинбургом и городами приграничья. Исторически в этом регионе было высоко развито овцеводство и выделка шерсти. До настоящего времени холмы Ламмермура являются одним из популярных мест туризма в Шотландии.
Холмы Ламмермур приобрели всемирную известность благодаря роману Вальтера Скотта «Ламмермурская невеста» и поставленной по его мотивам опере Гаэтано Доницетти «Лючия ди Ламмермур» (итал. Lucia di Lammermoor).